# Harri Parschau
Harri Parschau (* 15. Dezember 1923 in Berlin; † 27. Juli 2006 in Stolzenhagen) war ein deutscher Karikaturist.

## Leben und Werk
Parschau absolvierte von 1938 bis 1941 eine Lehre als Metallflugzeugbauer und arbeitete bis 1942 in seinem Beruf. Daneben besuchte er an der Volkshochschule Zeichenkurse. Er wurde dann zur Wehrmacht eingezogen und nahm am Zweiten Weltkrieg teil. Bis 1946 war er in Kriegsgefangenschaft. 1946/1947 arbeitete er als Autokarosserie-Klempner und dann bis 1950 als Kunstschmied. Daneben arbeitete er als Karikaturenzeichner für die von Günter Neumann in Westberlin herausgegebene Satire-Zeitschrift Der Insulaner.
Nachdem er die Pressezeichnerschule A. S. Skid in Westberlin besucht hatte, war er ab 1950 in Ostberlin als freischaffender Karikaturist für die Berliner Zeitung, die Neue Berliner Illustrierte, Zeit im Bild, die Wochenpost und – über einen Zeitraum von rund 15 Jahren hinweg – für das Neue Deutschland tätig. Bei der Satirezeitschrift Frischer Wind war er von 1952 an als Zeichner angestellt. In dieser und der 1954 gegründeten Nachfolgezeitschrift Eulenspiegel hat er bis zum Ende seiner Mitarbeit im Jahr 1991 rund 8800 Zeichnungen publiziert. Auf die Eulenspiegel-Phase allein entfallen 8237 Grafiken; damit ist er der meistgedruckte Karikaturist dieser Zeitschrift. Zudem erschienen Parschaus Grafiken, denen ein britischer Humor bescheinigt wird, in Büchern des Eulenspiegel-Verlags. Außerdem hat er Kinderbücher illustriert, beispielsweise von Edith Bergner, Anne Geelhaar oder Peter Abraham.
Parschau war bis 1990 Mitglied des Verbands Bildender Künstler der DDR.

## Teilnahme an zentralen und wichtigen regionalen Ausstellungen in der DDR
- 1953 bis 1988: Dresden, sechs Deutsche Kunstausstellungen bzw. Kunstausstellungen der DDR
- 1960: Berlin, Bezirkskunstausstellung
- 1980: Greiz („Du und ich - und was dazwischen. 1. Biennale der Karikatur der DDR“)
- 1985: Erfurt, IGA („Künstler im Bündnis“)
- 1986: Greiz, Sommerpalais der Staatlichen Museen (4. Karikaturenbiennale der DDR mit „Satiricum ´86“)